# Bentley 4 Litre
Bentley 4 Litre är en personbil, tillverkad av den brittiska biltillverkaren Bentley 1931.
Bentley hade kämpat med dålig lönsamhet under hela tjugotalet och 1931 försökte man minska kostnaderna genom att köpa in motorn till en ny, mindre modell från den fristående tillverkaren Ricardo. Det var en sexcylindrig motor med F-topp. Cylinderdiametern var 85 mm och slaglängden 115 mm. Effekten låg på 120 hk.
W O Bentley modifierade motorn, men det var inte tillräckligt för att de traditionella kunderna skulle acceptera bilen som en ”riktig” Bentley. Samtidigt var bilen inte så bra att den tog kunder från andra märken, som Rolls-Royce. Sommaren 1931 lämnade de sista bilarna fabriken i Cricklewood och därefter upphörde Bentley som självständig biltillverkare.